# Axel Peters
Axel Peters (* 16. April 1944) ist ein deutscher Bildhauer.

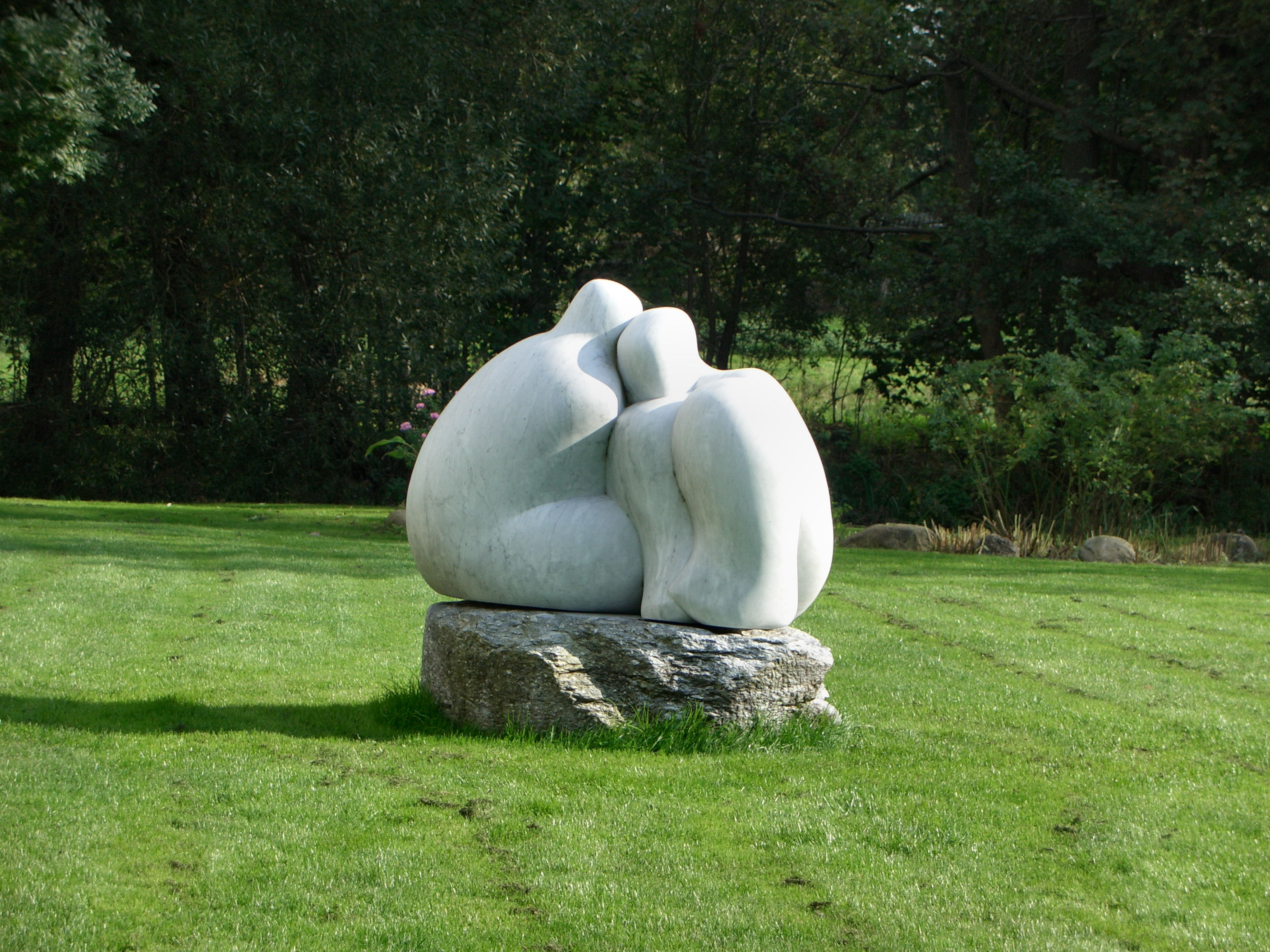
„Nähe“ in der Parkanlage Musenhof in Poppendorf

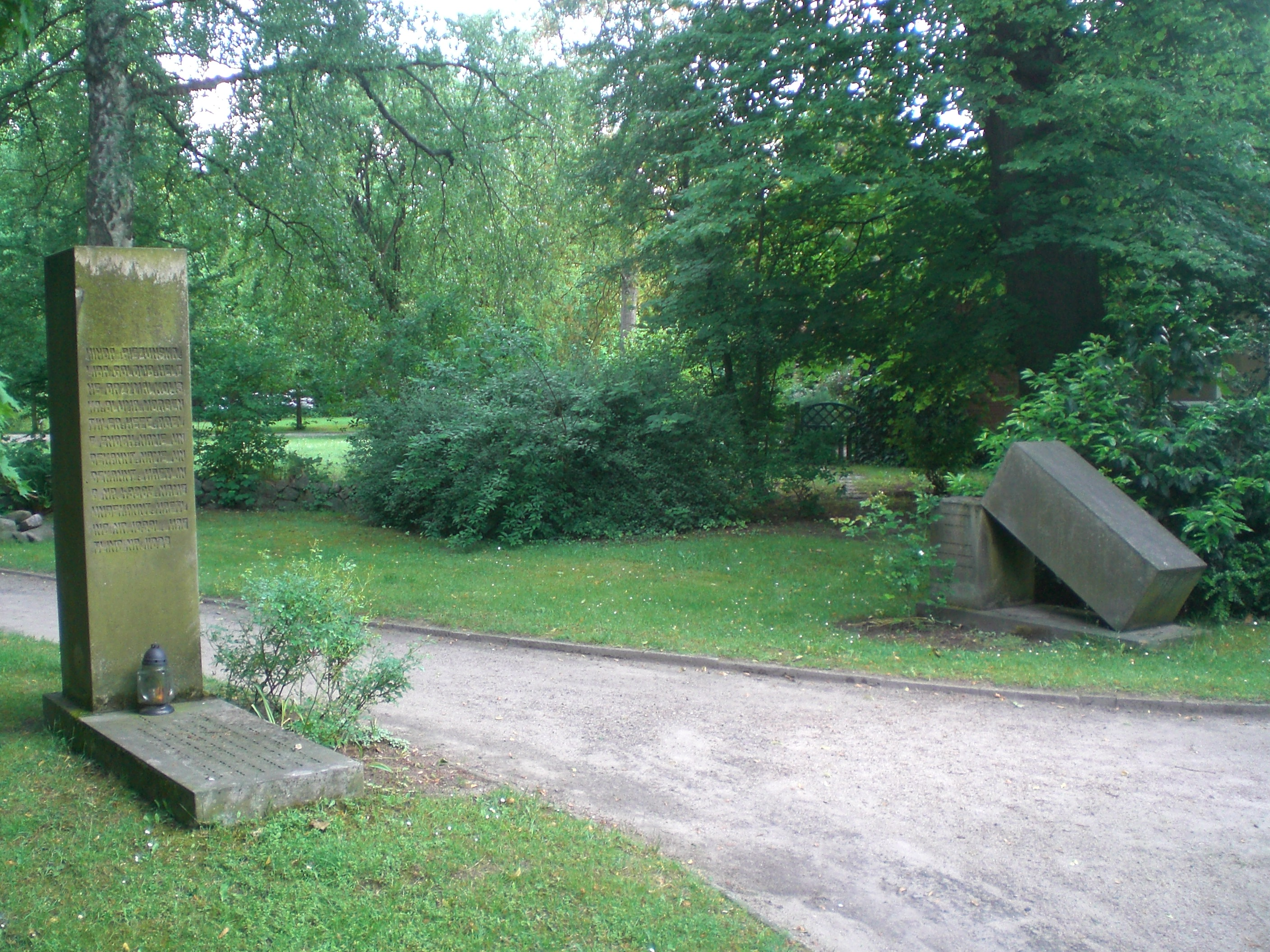
Denkmal für die Opfer des KZ-Außenlagers Sasel

## Leben
Axel Peters absolvierte eine Lehre zum Lokomotivschlosser, bevor er ein Pädagogikstudium begann. Aus politischen Gründen wurde er exmatrikuliert. Er arbeitete als Bühnentechniker am Theater, später als Theatermeister und Technischer Direktor. Axel Peters begann noch einmal eine Ausbildung, diesmal eine Lehre zum Steinmetz. Er war Gasthörer an der Dresdener Hochschule für Bildende Künste und ist seit 1978 freischaffender Bildhauer. Wegen seiner DDR-kritischen Haltung wurde er mit Berufsverbot belegt. In den Jahren von 1989 bis 1994 war Peters im Neuen Forum tätig. Er war Landrat des Kreises Rostock-Land und nach der Kreisgebietsreform 1994 wieder Bildhauer in Behnkenhagen bei Rostock. Später verlegte er seinen Arbeits- und Lebensmittelpunkt nach Berlin. 

## Werke (Auswahl)
- 1990: „Denkmal für die Opfer des KZ-Außenlagers Sasel“ in den Hamburger Gedenkstätten für die Opfer des Nationalsozialismus.
- 1996/2002: „Nähe“. Poppendorf, in der Parkanlage Musenhof.
- 1995/1998 Rosa-Luxemburg-Erinnerung in Graal-Müritz
- 1998 „Drinnen und Draußen“. Bad Doberan, Kreisverwaltung.
- 2002 „Beistand“. Tessin (bei Rostock), Brunnen im Pflegeheim Tessinum.
- 2005–2007 „Werden und Vergehen“. Tessin, Außenbereich des Cafés im Pflegeheim Tessinum.
- 2014/2015 „Beziehungen“. Unkel, Hermann-Scheer-Platz.